# هشام الشريف
الدكتور هشام الشريف وزير التنمية المحلية الأسبق في وزارة شريف إسماعيل. ولد عام 1953م، وهو خبير في مجال تكنولوجيا المعلومات، ومؤسس مركز معلومات مجلس الوزراء المصرى، وحصل على بكالوريوس الهندسة الكهربائية من الكلية الفنية العسكرية، ثم حصل على ماجستير من جامعة الإسكندرية، وحصل على درجة الدكتوراه في نظم دعم القرار من معهد ماساتشوستس للتكنولوجيا بجامعة كامبريدج الأمريكية عام 1983.
وترأس هشام الشريف مركز معلومات مجلس الوزراء 1990 - 1999 بعد أن قام بتأسيسه، وقام بدور أساسي في إنشاء مراكز المعلومات على مستوى المحافظات والمراكز والقرى وتدعيمها وكذلك مراكز التدريب، وساهم في إصدار عدة نسخ من كتاب وصف مصر بالمعلومات، ووصف المحافظات ويعتبر أحد خبراء العالم في مجال تكنولوجيا المعلومات.
كما أسس هشام الشريف العديد من الشركات في قطاع المعلومات ومنهم نايل أون لاين، ثم أسس صندوق استثمار Venture Capital في قطاع تكنولوجيا المعلومات، وهو رئيس المركز الإقليمى لتكنولوجيا المعلومات.

## الهامش
1. ↑  "وزير التنمية المحلية: عصر التعدى على أراضى الدولة انتهى إلى غير رجعة". اليوم السابع. 18 ديسمبر 2017. مؤرشف من الأصل في 2024-01-03. اطلع عليه بتاريخ 2024-01-02.